# Kudrat
Kudrat (rosyjski tytuł:"S drugim licom") – indyjski film dramat rodzinny i miłosny z elementami musicalu i thrillera. Film jest drugą wersją dramatu filmowego z 1981 roku i został wyreżyserowany w 1998 roku, a w rolach głównych zagrali Akshaye Khanna znany z Dil Chahta Hai, Aa Ab Laut Chalen i Gandhi, My Father, a także Urmila Matondkar (Ek Hasina Thi, Bhoot, Tehzeeb, Company). Tematem filmu jest miłość w rodzinie i między dziewczyną a chłopcem, taka miłość, która jest troską o drugą osobę, poświęceniem, która daje nie żądając w zamian, która leczy z nienawiści. Film przedstawia też historię krzywdy, zemsty i próby przełamania się ku pojednaniu, wybaczeniu.

## Fabuła
Vijay (Akshaye Khanna) wraca z Ameryki do stęsknionej za nim rodziny, do rodziców i dziadka (Kader Khan), z którym łączy go wielka przyjaźń. Na uczelni urzeka go młoda i piękna Madhu (Urmila Matondkar). Dziewczyna oczarowuje wszystkich urodą, żywiołowością tańca, ale zraża tym, że rozpuszczona bogactwem ojca poniża ludzi. Jej niedostępność, ostry język stają się wyzwaniem dla Vijaya. Próbuje ją ukrócić, droczy się z nią, zakochuje się w niej. Czas kłamstwa, podpuszczania siebie, manipulacji, niedopowiedzeń, bójek kończy się wyznaniem miłości ze strony obojga. Ku zaskoczeniu Madhu jej ojciec (Paresh Rawal) rozgniewany na nieznanego jeszcze sobie Vijaya zobaczywszy go wręcz namawia córkę do ślubu z nim. Dochodzi do radosnych roztańczonych zaręczyn w trakcie, których ojciec Madhu nagle wyśmiewa rodzinę Vijaya i każe im opuścić swój dom. Zdumiona poniżona rodzina Vijaya przekonuje się o tym, że zaręczyny i odrzucenie były formą zemsty ze strony ojca Madhu. Zraniony rozżalony Vijay dowiaduje się, że w rodzinie ukrywano przed nim tajemnicę, która teraz rozdziela go z Madhu.

## Obsada
- Aruna Irani – Shanti, niania Madhu
- Kader Khan – dziadek Vijaya
- Akshaye Khanna – Vijay
- Kiran Kumar – ojciec Vijaya
- Anant Mahadevan – inspektor policji
- Urmila Matondkar – Madhu
- Paresh Rawal – Sukhiram, ojciec Madhu

## Muzyka i piosenki
Autorem muzyki do filmu jest Rajesh Roshan, aktywny od 1974 roku twórca muzyki do takich m.in. filmów jak: King Uncle, Karan Arjun, Koyla, Kaho Naa... Pyaar Hai' Koi... Mil Gaya, Krrish i Valley of Flowers.
- Ab Tak Hai Puri Azaadi – Abhijeet, Poornima
- Tune O Rangeele Kaisa Jaadu Kiya
- Humhe Tumse Pyar Kitna [
- Chhodo Sanam Kahe Ka Gham
- Sajti Hai Yunhi Mehefil
- Saawan Nahin Bhadon Nahin
- Dukh Sukh Ki Har Ek Mala